# Asilus bojus
Asilus bojus är en tvåvingeart som beskrevs av Franz Paula von Schrank 1803. Asilus bojus ingår i släktet Asilus och familjen rovflugor.
Artens utbredningsområde är Tyskland. Inga underarter finns listade i Catalogue of Life.